# Canis arnensis
Canis arnensis є вимерлим видом псів, який був ендеміком середземноморської Європи під час раннього плейстоцену. Пес із річки Арно був описаний як малий пес, схожий на шакала. Його анатомія та морфологія більше пов’язують його з сучасним золотистим шакалом (Canis aureus), ніж з більшим етруським вовком того часу. Ймовірно, це предок сучасних шакалів. Canis arnensis і Canis etruscus зникли з летопису скам’янілостей в Італії після закінчення фауністичного блоку Тассо та були замінені мосбахським вовком, Canis mosbachensis, середини плейстоцену 1,5 мільйона років тому.